# Pulo Mesjid II
Pulo Mesjid II is een bestuurslaag in het regentschap Pidie van de provincie Atjeh, Indonesië. Pulo Mesjid II telt 782 inwoners (volkstelling 2010).